# Gnophos evanidaria
Gnophos evanidaria är en fjärilsart som beskrevs av Rudolf Püngeler 1901. Gnophos evanidaria ingår i släktet Gnophos och familjen mätare. Inga underarter finns listade i Catalogue of Life.